# Schule am Dohlberg
Die Schule am Dohlberg ist eine Haupt- und Realschule mit Ganztagsangebot und Lernzeit in der hessischen Stadt Büdingen. Die Schule wird hauptsächlich von Schülern aus den 16 Stadtteilen Büdingens sowie aus den drei Ortsteilen Kefenrods (Bindsachsen, Burgbracht und Helfersdorf) besucht. Eine kleinere Anzahl kommt zusätzlich aus Altenstadt, Glauburg, Hirzenhain, Limeshain, Nidda, Ortenberg, Ranstadt und dem Main-Kinzig-Kreis. Schulleiter ist Tobias Michel.

## Geschichte
Die Schulgeschichte in Büdingen geht auf das 17. Jahrhundert zurück. 1822 wurde die Bürgerschule (die heutige Schule am Dohlberg) vom Gymnasium (dem heutigen Wolfgang-Ernst-Gymnasium) getrennt. Für die ältere Schulgeschichte siehe dort. Für die Bürgerschule wird ein neues Gebäude, die Stadtschule gebaut. Das neue Schulhaus wird nach dem Architekten Moller die „Mollerschule“ genannt. 1910/11 erfolgt erneut der Umzug in ein neues Schulgebäude. Die Schule ist nun Volksschule, wird aber weiter „Stadtschule“ genannt. Der Neubau liegt in der Brunostraße 8. Das Gebäude wird heute für die Grundschule genutzt und steht unter Denkmalschutz.
Ab 1949 wird eine Klasse mit erweiterten Lehrzielen, eine sogenannte Aufbau- oder A-Klasse eingerichtet, mit der Möglichkeit, nach 10 Schuljahren den Realschulabschluss zu erwerben. 1950 wird die Schule in „Volks- und Realschule“ umbenannt und der Realschulzweig bezieht einen Erweiterungsbau in der Straße Zum Stadtgraben (dieser wurde bis 2002 von der Stadtverwaltung genutzt).
Zum 1. Februar 1967 wird die Schule in die Haupt- und Realschule Büdingen und die Grundschule Büdingen geteilt. In der damals als „Mittelpunktsschule Büdingen“ bezeichneten Schule fand am 1. September 1967 das erste Mal Unterricht statt, mit damals 490 Haupt- und 343 Realschülern des Landkreises Büdingen. Nach der von SPD und FDP betriebenen Gebietsreform in Hessen ging der Landkreis Büdingen im Wetteraukreis auf. Entsprechend änderte sich im Jahr 1972 der Name der Schule in „Haupt- und Realschule des Wetteraukreises in Büdingen“. In den Jahren 1986 bis 1988 entwickelte sich die Schule zum Standort der flächendeckenden Förderstufe und erhielt dadurch den Namenszusatz „mit Förderstufe“. Nach der Landtagswahl in Hessen 1987 wurde im Jahr 1987 durch die nun CDU geführte Landesregierung das Förderstufengesetz aufgehoben, sodass der Landkreis wieder die Freiheit bekam, selbst die Schulform zu bestimmen. Die Schule wurde durch Beschluss des Kreises nun wieder reine Haupt- und Realschule. Im Zeitraum von 1990 bis 1991 wurde vorübergehend eine freiwillige Förderstufe eingerichtet, die sich im Jahr 2000 auflöste.
Am 3. August 2000 erhielt die Schule schließlich den Namen „Schule am Dohlberg, Haupt- und Realschule des Wetteraukreises in Büdingen“.
Seit dem Schuljahr 2018/19 befindet sich die Schule im Ganztagsprofil II und bietet jeden Tag Unterricht oder andere Angebote am Nachmittag an.

## Besonderheiten
- Seit 1985 haben die Schüler des Wahlpflichtkurses Französisch Klasse 9 der Realschule die Gelegenheit, an einem Schüleraustausch nach Loudéac teilzunehmen. Die Austausche werden gemeinsam mit dem angrenzenden Wolfgang-Ernst-Gymnasium organisiert und durchgeführt.
- Seit 2001 findet regelmäßig eine jahrgangsstufenübergreifende Skifreizeit nach Österreich statt.
- Seit 2015 hat die Schule eine sogenannte Lernzeit in den Klassen 5 bis 7 eingeführt, in der Schülerinnen und Schüler ihre Hausaufgaben vormittags im Klassenverbund erledigen.

## Gebäude
Das Schulgebäude wurde im Jahr 1967 zusammen mit dem mittlerweile geschlossenen Hallenbad auf dem bis dahin kaum bebauten Dohlberg am Rande der Büdinger Kernstadt errichtet. Bis heute wurden verschiedene Umbau- und Renovierungsmaßnahmen durchgeführt. Im Jahr 2006 wurde mit finanzieller Hilfe des Fördervereins eine neue Schülerbibliothek eingeweiht. 2007 erfolgte auf einem Teil des Schulhofes der Bau einer neuen Mehrzweckhalle für den Sportunterricht und andere Veranstaltungen. 2009 folgte die Einweihung einer vergrößerten Cafeteria für das Ganztagsangebot. Zuletzt wurde das Gebäude von 2010 bis 2013 umfassend renoviert und modernisiert.